# Integrationsraum

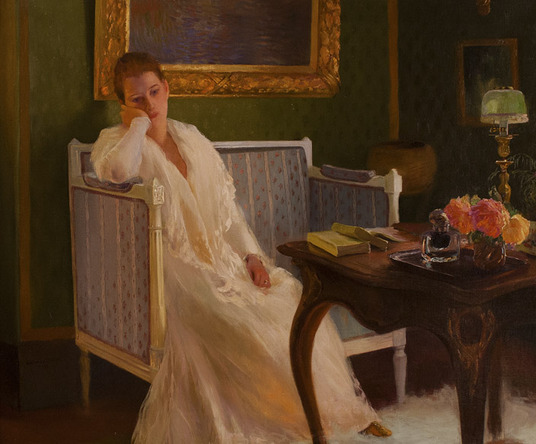
Gaston La Touche, Langeweile (1893) - Die Langeweile rückt alle Dinge, Menschen und einen selbst mit ihnen in eine merkwürdige Gleichgültigkeit zusammen.

Integrationsraum (abgeleitet von „Integration“) ist ein Konzept der psychosomatischen Medizin und geht auf Thure von Uexküll zurück.(a) Es handelt sich um ein Modell der Einheit von Seele und Körper. Gegenüberzustellen ist es den reduktionistischen und z. T. auch den analytischen Modellen. Unabhängig vom Begriff des Integrationsraums haben sich in synonymer Bedeutung auch die Begriffe Integrationspsychologie und Integrationstypologie eingebürgert, mit denen die Einheit von Persönlichkeit und Umwelt bezeichnet wird, einer Einheit, die natürlich auch gestört sein kann, siehe Abb. Auch der Begriff der ›Umwelt‹ hat eine mit ›Integrationsraum‹ gemeinsame topologische Bedeutung, auf die Thure von Uexküll im Zusammenhang mit der biostrukturellen Eigenwelt (Anatomie, Histologie, Biochemie) hinweist.(b)

## Räumliche Modelle als Organisationsprinzipien oder als Mittel metaphorischer Veranschaulichung

Schichtenlehre des Aristoteles (um 384–322 v. Chr.)

In der Neurologie, Psychiatrie und Psychosomatik haben spezielle körperliche Modellvorstellungen automatisch auch räumliche Dimension zum Gegenstand. Die Neurologen John Hughlings Jackson (1835–1911) und Charles Scott Sherrington (1857–1952) haben sich mit einzelnen Funktionen und ihrem Zusammenwirken insbesondere von psychischen (höheren) und rein körperlichen (niedrigeren) zentralnervösen Zentren bzw. Schaltstellen befasst, vgl. a. → Niveauschema der Reizbeantwortung.(a) Sie haben damit eine räumliche psychophysische Kontinuität zum Ausdruck gebracht. Sherrington sprach von einer integrativen Leistung des Nervensystems. Damit reduzierte sich die Unterscheidung zwischen einfacher physiologischer und komplexer psychologischer Reaktion auf die Frage unterschiedlicher Lokalisation dieser Schaltzentren. - Bestimmte analytische Modelle Sigmund Freuds (1856–1939), die damit scheinbar eine begriffliche Trennung von Leib und Seele enthielten, setzten konkrete körperliche Begrifflichkeit und physiologisches Verständnis voraus. Als solche Modelle sind z. B. das Konversionsmodell, die Hypochondrie oder das Modell der Organneurose anzusehen.
Räumliche Dimension weisen in der Psychosomatik zunächst spezielle körperliche Modellvorstellungen auf wie etwa bestimmte analytische Modelle Sigmund Freuds, die eine konkrete körperliche Begrifflichkeit und damit scheinbar auch eine begriffliche Trennung von Leib und Seele voraussetzen. Als solche Modelle sind z. B. das Konversionsmodell, die Hypochondrie oder das Modell der Organneurose anzusehen. Räumliche Modelle wie das des Integrationsraums wollen jedoch mehr als nur über konkrete biostrukturelle (z. B. anatomische) Gegebenheiten informieren. Sie dienen als metaphorische Schemata zur besseren Veranschaulichung komplexer psychischer Sachverhalte, aber stellen oft nicht nur bloße Metaphern dar. Oft ist festzustellen, dass die gleichen Gesetzmäßigkeiten auf verschiedenen Integrationsstufen vorhanden sind, siehe auch Kap. Integrationsstufen. Ebenso wie das Körperschema als Quelle der Orientierung in spezieller neuropsychologischer Hinsicht dient und zugleich als Mittel der Koordination, ist der allgemeine Begriff des Integrationsraums als ein Kraftfeld zu verstehen, das für jede menschliche Aktivität im Einzelfall bestimmend ist, jedoch auch über den jeweils einzelnen Körper hinausgeht. Der Integrationsraum entspricht ebenso wie der Homunkulus im Falle des Körperschemas nicht den exakten anatomischen Gegebenheiten. Diese Organisationsprinzipien stellen nur ein körperliches Schema dar, das stellvertretend für den Körper steht und ihn in ein übergreifendes Konzept einbezieht. Die Somatotopie ist ein vergleichbares biologisches Organisationsprinzip. Auch hierbei geht es nicht um exakte Abbildungen von Organsystemen, sondern um die topische Vertretung dieser Systeme im Nervensystem, wo sie zu funktionellen Einheiten nach jeweils unterschiedlichen funktionellen Gesichtspunkten zusammengefasst werden. Ähnlich verhält es sich mit der klinischen Symptomatik des Hysterikers. Sie ist nicht von der objektiven Anatomie bestimmt, wie sie das Lehrbuch darstellt. Daher wird von Thure von Uexküll die Forderung nach einer dynamischen Anatomie als Basis des Integrationsraums aufgestellt. Die Rechtfertigung, von einer „Anatomie“ zu sprechen, ergibt sich aus der Tatsache, dass viele der als psychisch qualifizierten Tatsachen keine metaphysischen Sachverhalte darstellen, sondern sich auf körperliche Grundlagen zurückführen lassen. Eine strikte Trennung von rein körperlichen und rein psychischen Tatbeständen erscheint somit als nicht sachgerecht. Die Unterscheidung stellt vielmehr ein gegliedertes Kontinuum dar.(c) Die Forderung nach einer dynamischen oder subjektiven Anatomie ist auch von anderen Autoren aufgegriffen worden. Auf Aristoteles geht die Schichtenlehre zurück. Auch das sog. Strukturmodell Freuds vom Über-Ich, Ich und Es ist als ein solches räumliches biostrukturelles Modell zu bewerten. Es besteht eine gewisse körperliche Analogie mit dem seit der Antike bekannten Körperschema von Kopf, Herz und Bauch.(b)  Freud ging grundsätzlich von einer Topik bei psychischen Symptomen aus auch in solchen Fällen, in denen konkrete körperliche Störungen nicht vorhanden waren. Vielfach wird durch die Bezeichnung Organmedizin die Trennung von Seele und Körper zum Ausdruck gebracht oder das Fehlen von psychophysischer Kontinuität bzw. die Mängel in der vereinfachenden Betrachtung gegenüber der Komplexität psychischer Betrachtungsweisen zu verstehen gegeben.

## Vergleich mit anderen Wissenschaften
Anschauungsräume gibt es auch in der Mathematik, als Beispiel einer reinen Wissenschaft, in der man z. B. von Vektorräumen oder von topologischen Räumen spricht. In der Physik und vielen anderen Wissenschaftszweigen spricht man z. B. von und Feldern. Ausgehend von solchen Analogien hat es zahlreiche Konzepte auch in der Psychologie und Psychiatrie gegeben. Auch hier dienen entsprechende räumliche Konzepte dem besseren Verständnis psychischer Phänomene, siehe auch die → Feldpsychologie. Freuds Begriff der Erregungssummen z. B. schließt die Vorstellung solcher Räume ein, in denen Affekte und die mit ihnen einhergehenden psychodynamischen Kräfte nach einem angenommenen mathematisch-vektoriellen bzw. „algebraischen“ Verfahren summiert werden („Affektbetrag“).(d) Thure von Üexküll spricht von topologischen Feststellungen, wenn es um begriffliche Unterscheidung von psychischen und körperlichen Krankheiten wie in genanntem Beispiel einer Schluckstörung geht. Damit ist jedoch nicht in notwendiger Art und Weise der dreidimensionale Raum der Naturwissenschaften gemeint. Gemeint ist ein topologischer Raum.(e)  Integration kann auch Angleichung an Wertstrukturen und Verhaltensmuster bedeuten.

## Spaltung und Integration
Wenn ein Arzt z. B. sagt, eine diphtherische Schluckstörung sei eine körperliche Erkrankung, eine hysterische Schluckstörung aber eine psychische, so spricht er nach Thure von Uexküll damit ein für die Medizin grundlegendes Begriffsschema an. Dieses Leib-Seele-Problem stelle im Grunde einen Bezugsrahmen für beide Arten von Störungen, psychische und körperliche, dar. Um dies zu verstehen und zu veranschaulichen, sei es sinnvoll, in Analogie zum physikalischen Raum, an den wir körperlich gebunden sind, uns auch einen (metaphorischen) Raum für die Beziehungen zwischen körperlichem und psychischem Bereich vorzustellen, den Integrationsraum.(f)
Dass es sich hierbei nicht um eine bloße Begriffskonstruktion, sondern um etwas primär Gegebenes und somit empirisch Erfahrbares handle, beweise die Tatsache, dass uns solche unterschiedliche Bereiche oder Räume z. B. erst durch eine Erkrankung bewusst werden. Erst durch Erkrankung erweise sich eine Spaltung solcher ursprünglich intakter Integrationsräume als offensichtlich. Eine körperlich ausgelöste Schluckstörung z. B. könne zur Folge haben, dass der Betroffene etwa seinen bisherigen Essgewohnheiten im familiären Rahmen nicht mehr nachkommen könne. Dies sei bekanntlich eine soziale Beeinträchtigung, die ggf. sogar zu weiteren psychischen Rückwirkungen führen könne. Sie löse ggf. vorher bestehende, als selbstverständlich erachtete Zusammenhänge auf, in die der Erkrankte zuvor integriert war. Dies werde besser als Spaltung benannt, weil die Bruchstücke der Realität nach wie vor weiter bestehen, nur der Zusammenhalt aufgelöst erscheint.,(g) siehe auch → Kohärenzgefühl

## Integrationsstufen

Psychophysische Korrelation oder Regelkreis zwischen der höheren animalischen Ebene und der niedrigeren vegetativen Ebene

Der Integrationsraum ist in „Integrationsstufen“ gegliedert, indem er überindividuelle Bereiche der Umwelt umfasst. Die menschliche Anatomie dagegen beschränkt sich auf das einzelne Individuum. Als einzelne Integrationsstufen sind etwa die Übergänge von Individuen zu Gruppen, Gemeinschaften oder Kulturen anzusehen. Allerdings liegt ein operativer Zusammenhang vor. In ähnlicher Weise wie der Körper aus einzelnen Organen und Zellen aufgebaut ist, so besteht auch die Gesellschaft aus einzelnen Organisationen und Individuen bzw. Staatsbürgern. Ähnlich wie die Zellen eines Organismus jeweils von einem funktionalen Verband „in Dienst genommen“ werden, so werden auch einzelne Individuen von sozialen Gruppen, Gemeinschaften und ihren Kulturen integriert.(h)  Dies war auch der Grundgedanke, der vom Entdecker der Zellularpathologie, Rudolf Virchow, ausging und ihn zur Begründung einer Sozialmedizin anregte. Seine Zellenlehre war ihm Modell des erst neu zu erschaffenden demokratischen Staates. Aus der so zu beschreibenden hierarchischen Ordnung ergeben sich zwei unterschiedliche Betrachtungsweisen. Die erste Sichtweise gibt zum Ausdruck, wie die Anforderungen einer höheren Integrationsstufe und ihrer komplexen Einheiten von den Individuen aus beurteilt werden. Die zweite Sichtweise sagt aus der Perspektive der komplexen und höheren Integrationsstufe aus, welche Aufgaben in Kooperation mit anderen zusammenwirkenden Individuen zu erfüllen sind und welche Rollenerwartungen bestehen. Das sich integrierende Individuum wandelt sich auf diese Weise zum Subjekt im Sinne der Psychosomatik.(i) Ausdruck einer mehrdimensionalen Betrachtungsweise ist es auch, dass sich eine Krankheitssymptomatik auf verschiedenen Integrationsstufen manifestieren kann, obwohl sie nur von einer einzigen Stufe aus verursacht ist. Damit sollte dem Eindruck vorgebeugt werden, dass eine Interaktion nur „von Stufe zu Stufe“ im Sinne einer hierarchischen Gliederung erfolgen kann. Vielmehr ist hier die Vorstellung eines Netzwerks angebracht, also einer „Vermaschung“ der einzelnen Stufen, siehe auch Kap. Multikonditionale Diagnostik. Thure von Uexküll vertritt damit den Standpunkt der psychophysischen Korrelation bzw. des Sinnzusammenhangs.(j) Die Manifestation von Noxen auf beliebigen Stufen der Integration spricht für die Theorie der Einheitspsychose bzw. in der Tat für ein Kontinuum des Integrationsraums. Eine Alkoholabhängigkeit kann so z. B. durch eine endogene Psychose verursacht sein. Dieses Phänomen wurde auch mit Hilfe der Schichtenlehre nach Karl Jaspers (1883–1969) beschrieben. Jaspers vertritt damit den Standpunkt der Kausalität bzw. des Kausalzusammenhangs.

## Psychosomatik und Organmedizin
Da man von Modellen meist einen Gewinn an Anschaulichkeit erwartet, ist es nützlich, wenn sie sich einer sinnlich wahrnehmbaren Darstellbarkeit oder zumindest einer entsprechenden Vorstellbarkeit bedienen. Sofern sich Modelle auf Gegenstände beziehen, die den Sinnesorganen nicht notwendig und unmittelbar zugänglich sind, wie etwa bei physiologischen und psychologischen Sachverhalten, bedarf es entweder rein rationaler Unterscheidungen oder aber schematischer Vorstellungshilfen.
In der Organmedizin bedarf es solcher schematisierten Vorstellungshilfen nur in vergleichsweise geringem Umfang, so z. B. bei der Darstellung komplizierter anatomischer Zusammenhänge, etwa der in der Gehirnanatomie oder bei der apparativen Darstellung innerer Organe, die der direkten sinnlichen Wahrnehmung weitgehend entzogen sind.
Max Neuburger hat die Entwicklung der Medizin als Wellenbewegungen dargestellt zwischen der auf rein anatomischer Lokalisation von Organstörungen aufgebauten Anschauungsweise (topische Diagnostik) und einer physiologischen Vorstellungsweise im Sinne einer „allgemeinen funktionellen Pathologie“.
Unter allgemeiner Pathologie versteht man im Gegensatz zur speziellen Pathologie eine Krankheitslehre, die nicht nur auf Strukturveränderungen – d. h. auf anatomische Veränderungen – einzelner Organe bezogen ist, sondern auch anderen biologischen, physiologischen, chemischen und physikalischen Gesichtspunkten Rechnung trägt. Solche Faktoren sind z. B. physikalische Einwirkungen wie Strahlen und Elektrizität, chemische Einflüsse (Gifte), mangelhafte oder fehlende Ernährung, belebte äußere Krankheitsursachen (Parasiten, Bakterien und Viren), geographische und meteorologische Pathologie (Topologie!) und typische Abwehr- und Entartungsreaktionen einzelner Gewebe (z. B. Entzündung und Metaplasie). Letztere Reaktionen können natürlich auch aufgefasst werden im Sinne der topischen Diagnostik als exakt lokalisierbare Veränderungen einzelner Zelltypen. Die Zelle stellt schließlich eine anatomisch fassbare Untergruppe der Organe dar. Anhand dieser Aufzählung wird bereits deutlich, dass in das System einer allgemeinen Pathologie, welche die Erfordernisse einer Psychosomatischen Medizin einbezieht, auch Umweltfaktoren berücksichtigt werden müssen.(k)
Zu einer ähnlichen Schlussfolgerung kommt Herbert Weiner mit seiner These, wonach bereits bei den Ärzten im Altertum Anhänger einer Lehre der Strukturen und solche einer Lehre der Funktionen sich einander gegenüberstanden. Hippokrates und Galen waren so betrachtet die ersten Strukturalisten, vgl. → Hylemorphismus und Hylozoismus. Dieser strukturalistisch-materialistische Ansatz habe sich bis Giovanni Battista Morgagni und Rudolf Virchow weiter fortgesetzt. Die funktionalistische Seite der Medizin sei dagegen im vorsokratischen Denken und der Urstofflehre von Thales von Milet, Anaximander, Anaximenes bis Anaxagoras und Empedokles zu sehen, mit den einander ebenfalls i. S. einer Antinomie gegenüberstehenden Elementen Feuer - Wasser, Erde - Luft kann noch als ausgewogenes und gesamtheitliches Konzept angesehen werden. Thure von Uexküll spricht anstelle des Gegensatzes von Strukturalisten und Funktionalisten von dem Gegensatz zwischen Generalisten und Spezialisten. Um den funktionellen Standpunkt zu verdeutlichen, meint er, „William Harvey hätte es schwer gehabt, den Blutkreislauf an einer Leiche zu demonstrieren“.(a)
Für die Organmedizin ist der menschliche Körper weitgehend als das sinnlich wahrnehmbare Modell organisch verursachter bzw. organisch lokalisierbarer Störungen und Schädigungen anzusehen. In der Physiologie und Psychologie bedarf es sowohl körperlicher als auch nichtkörperlicher (abstrakter) Vorstellungsinhalte zur Verdeutlichung bestimmter vielschichtiger und schwerer verständlicher Zusammenhänge. Eine solche Hilfskonstruktion ist u. a. der Integrationsraum, der natürlich einer sinnlich konkreten bzw. nur körperbezogenen Anschauung entzogen ist und sich meist auf funktionelle bzw. auf lebensgeschichtliche Aspekte bezieht.

## Multikonditionale Diagnostik
Das Modell des Integrationsraums ist also eher für den Typus des Hausarztes als eines Generalisten bestimmt, dessen Berufsausübung „keiner größeren (technischen) Zurüstungen“ bedarf und „oft auch allgemeinere Aussagemöglichkeiten“ liefert als spezielle apparative Untersuchungsmöglichkeiten, die auf eine ausschließlich organische Diagnose abzielen. Auch Vertreter der klassischen (deutschen) Psychiatrie fordern eine solch allgemeine und übergreifende multikonditionale Diagnostik. Thure von Uexküll spricht von der Notwendigkeit einer Verwendung „überdisziplinärer“ bzw. „mehrdimensionaler Begriffssysteme“ für die psychosomatische Medizin, siehe auch Kap. Integrationsstufen.(l)
Es fragt sich, welches ergänzende System von Pathologie die Psychosomatische Medizin als Alternative zum Modell der reinen Organmedizin anzubieten hat. Wesiack hat zwischen drei Pathologien unterschieden:
1. die Beziehungspathologie
2. die Funktionspathologie
3. die Organ- und Zellularpathologie nach Morgagni und Virchow

Er hat der Beziehungspathologie die erste und übergeordnete Rolle gegenüber den beiden anderen zugewiesen.

## Integrationsraum und Organisation
Ebenso vielfältig wie der Gebrauch des Begriffs Integration z. B. in der Soziologie und der Kybernetik (Technik und Software) sind auch die Wissenschaftszweige, in denen der Begriff der Funktion eine wichtige Rolle spielt. Diese Wissenschaften haben bekanntlich einen inneren Bezug zur Organisation, ein Bezug, der dem Sinnbild des Zusammenwirkens von Organen innerhalb eines Körpers entnommen ist.
Unter Organisation kann man zusammenfassen: Geschichtswissenschaft, Kybernetik, Informatik Politikwissenschaft, Sprachwissenschaft und Soziologie. Thure von Uexküll stellt die Forderung auf, dass Psychosomatik sich vor allem auf die Begriffssysteme von Politik, Geschichte, Medizinsoziologie und Kybernetik einstellt.

## Integrationsgrad
Der Integrationsgrad ist ein statistisch definierter Begriff der Soziologie und beschreibt die immer nur partiellen Bezüge des Individuums an der Gesellschaft oder der bewusstseinsmäßigen Einstellung gegenüber und innerhalb von sozialen Gebilden. Der Einzelne kann niemals an allen Gruppen, Schichten und Institutionen einer Gesellschaft teilhaben. Je nach Zahl der Gruppen oder Institutionen, an deren Vollzügen der Einzelne teilnimmt, bestimmt sich sein Integrationsgrad. Für den Konsens des Einzelnen ist aber nicht der rein statistische Zahlenwert entscheidend, sondern vielmehr, ob er sich gegenüber den ihm offenstehenden Gruppen mit ihren Rollenerwartungen, Wertmaßstäben, Orientierungs- und Verhaltensmustern identifizieren kann (authentische soziale Integration). Es gibt vielfältige Beispiele dafür, dass man gerade dadurch dem Gefühl des Isoliertseins zu entfliehen sucht, indem man an möglichst vielen Cliquen, Gruppen, Vereinen teilnimmt, ohne sich jedoch mit einer dieser Gruppen zu identifizieren. Hierbei handelt es sich um eine sozialpsychologische Tatsache. Der Grad der sozialpsychologisch ungekünstelten und authentischen Integration definiert neben dem zu vermutenden Konsens aber gleichzeitig auch das abweichende Verhalten.(m) 

### Kraftfeld der Politik und der Geschichte

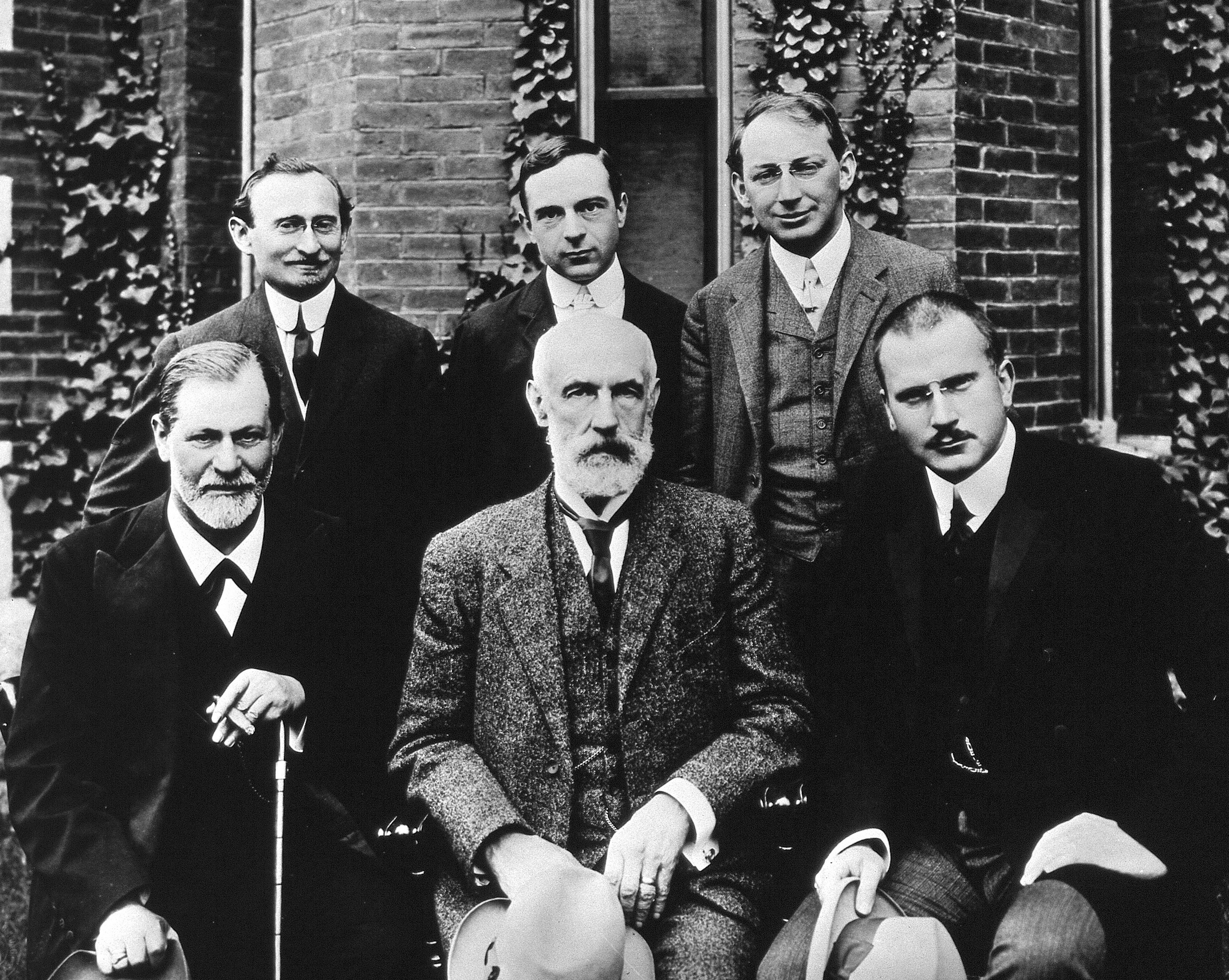
Gruppenfoto 1909 vor der Clark University. Vorne: Sigmund Freud, Granville Stanley Hall, Carl Gustav Jung. Hinten: Abraham A. Brill, Ernest Jones, Sandor Ferenczi. Nicht nur die Psychoanalyse, auch die psychosomatische Forschung gewann aus politischen Gründen eher im Ausland an Ansehen.

Der Integrationsgrad bestimmt somit nicht nur das Ausmaß des Konsenses, sondern gleichzeitig auch den Grad des abweichenden Verhaltens. Abweichendes Verhalten ruft jedoch häufig soziale Antworten in Form von Sanktionen hervor. Hauptbestandteil aller politisch und weltanschaulich gelenkten Prozesse sozialer Integration sind solche Mechanismen sozialer Kontrolle. Diese erfolgen u. a. mit Hilfe von Religionen, Ideologien, Philosophien und daraus abgeleiteten Medien (Erziehungsinstitutionen, politischen und kulturellen Herrschaftsinstrumenten). Auf diese Weise ist soziale Kontrolle stets mit Herrschaft bzw. mit Zwang als Ausübung hierarchisch organisierter Machtverhältnisse verbunden. So erzeugt sie jedoch auch immer wieder desintegrativ wirkende Gegenkräfte, denen es um Änderung bestehender sozialer Strukturverhältnisse zugunsten der Realisierung neuer Interessen geht.
Wenn kulturelle Faktoren wie Religionen, Ideologien, Philosophien einen oft unterschätzten Einfluss auf die soziale Integrationsbereitschaft haben, so sind sie damit automatisch auch von politischem Interesse. Nicht erst dann, wenn die Psychologie die engen Grenzen der individuellen seelischen Vorgänge verlässt (Einzelpsychologie) und die Bedeutung sozialer Faktoren erkennt (Sozialpsychologie), so ist sie damit auch von politischem Interesse. Ihre einzelpsychologischen Erkenntnisse erweisen sich auch in gesellschaftlicher bzw. in sozialpsychologischer Hinsicht als gültig. Für das politische Interesse gibt es zahlreiche Beispiele. Thure von Uexküll erwähnt vor allem die historische Kontroverse zwischen der Bedeutung von Anlage (bzw. Erbmasse) und Lebensgeschichte. Anders formuliert geht es um die Streitfrage, ob bestimmte menschliche Eigenschaften als angeboren oder erworben gelten müssen. Ab 1933 wurde in Deutschland der Glaube an die Allmacht der Erbmasse zu einem politischen Dogma. Nach 1945 dagegen galt es als rückständig und undemokratisch, nicht auf die Allmacht der Lebensumstände zu schwören. Der sowjetische Biologe Trofim Denissowitsch Lyssenko (1898–1976) stellte die Lehre auf, dass Erbfaktoren von Umwelteinflüssen verändert werden (Lyssenkoismus). Damit vertrat er eine These, die der westlichen Forschung widersprach. Im Westen wurden Erbfaktoren als konstant angesehen. Die Theorie Lyssenkos passte jedoch zu den Lehren des dialektischen Materialismus. Danach ist der Mensch das Produkt der sozialen Verhältnisse.(n)  Ähnliches gilt auch für den sowjetischen Wissenschaftler Iwan Petrowitsch Pawlow. Seine Reflexlehre blieb den in wissenschaftlichen Kreisen und gesellschaftspolitisch anerkannten Gesichtspunkten der Neurophysiologie und damit der Naturwissenschaft verbunden, obwohl er mit den von ihm beschriebenen bedingten Reflexen an die Grenzen der Psychologie gestoßen war. Seine Lehre von den bedingten Reflexen war zudem konform mit der politischen Doktrin, wonach nicht angeborene Eigenschaften, sondern erworbene Fähigkeiten die seelischen Vorgänge bestimmen, die durch das animalische Nervensystem vermittelt werden.(o) 
Im Zusammenhang mit der zunehmenden politischen Bedeutung des Problems der Integration, angesichts der verstärkten internationalen Wanderungsbewegungen, ist auch auf das Problem der mangelnden Anerkennung der Psychoanalyse und der psychosomatischen Forschung in Deutschland hinzuweisen. Dies bewirkte, dass vor, während und auch nach der Zeit des Nationalsozialismus viele Forscher in die USA auswanderten. Freud emigrierte nach London. Der Schwerpunkt psychosomatischer Forschung begann sich nach Amerika zu verlagern. Dazu gehörte, dass die Tradition des Patriarchalismus in Deutschland nie ganz abgerissen ist. Hier war der Glaube an das Gottesgnadentum und an die angeborenen Führungseigenschaften von den Gedanken der französischen Revolution nur bedingt erschüttert worden. Er hatte sich vielmehr im Führungsanspruch des ganzen deutschen Volkes verkörpert. Deutschland blickte historisch auf eine lange Tradition der Adelsgeschlechter und Fürstenhäuser zurück, während in den angelsächsischen Ländern und in Frankreich die Lehre des Philosophen John Locke (1632–1704) verbreitet war, einer Lehre von der Gleichheit der Menschen, die als tabula rasa geboren werden.(p) 

### Medizinsoziologie
Die Medizinsoziologie gewann an Aktualität nicht nur durch die vorstehend am Beispiel von Pawlow, Lyssenko und Freud aufgezählten Probleme der Wissenschaftssoziologie, sie wurde auch durch den Wandel der medizinischen Vorstellungen und des Krankenspektrums bedingt. Das Schlagwort der Zivilisationskrankheiten kam auf. Solche Faktoren führten u. a. dazu, das einseitig biologische Krankheitsmodell zugunsten psychischer und sozialer Faktoren zu erweitern. Dabei war die Psychoanalyse nicht unbeteiligt.(q)  Auch die Rolle des Patienten, der die Entscheidung trifft, den Arzt aufzusuchen, war neu zu bestimmen. Dies betrifft vor allem die psychischen Störungen und eine neue Art der Arzt-Patient-Beziehung umso mehr, als hier ein aktiveres Selbstverständnis des Patienten und eine aktivere Zusammenarbeit und Motivation mit den Therapeuten sinnvoll und nützlich erscheint (Empowerment).
Wie bereits im oben genannten Beispiel der körperlich begründeten Schluckstörung ausgeführt, kann die Beeinträchtigung einer sehr umschriebenen Funktion bereits soziale Konsequenzen nach sich ziehen. Der Begriff des Integrationsraums sollte also nach Thure von Uexküll die Begrifflichkeit der Medizinsoziologie umfassen. Beispiele für die Übernahme ursprünglich soziologischer Begriffe in die Grundbegriffe der psychosomatischen Medizin sind Begriffe wie Bereitstellung oder der von Jakob Johann von Uexküll gebrauchte Terminus der „Reflex-Republik“ für die Funktion des Nervensystems bei Organismen, die noch nicht über ein Zentralnervensystem verfügen, wie etwa bei Seeigeln. Thure von Uexküll bezeichnete diese eher vegetative Funktion als vergleichbar mit einer „Abstimmungs-Republik“.(r) Die Gesellschaft als solche bietet sich darüber hinaus als ein Modell an, das dem des Integrationsraums nahekommt. So wie der Körper aus einzelnen Organen, Organsystemen und Zellen besteht, so besteht auch die Gesellschaft aus Organisationen, sozialen Klassen und einzelnen Bürgern.(s) (b)

### Kybernetik
Nach Norbert Wiener umfasst Kybernetik sowohl die Regelung von lebenden als auch maschinellen Systemen. Diese Eigenschaft einer neuen Wissenschaft kann nach Thure von Üexküll als Modellvorstellung dienen, um die Kluft zwischen Psychologie und Physiologie zu überwinden. Eine solche Kluft bestehe deshalb, weil sich die Physiologie ebenso wie die Grundlagenwissenschaft der Physik der Grundbegriffe Energie und Materie bediene, damit jedoch nicht den für die Medizin entscheidenden Begriffen der Ordnung und Planmäßigkeit entsprechen könne, siehe z. B. den Begriff der Ordnung in der Biologie. Aus den Begriffen Ordnung und Planmäßigkeit seien lediglich naturphilosophisch abgeleitete Vorstellungen wie etwa die der Entelechie, des Bauplans und der Idee abgeleitet worden. Ordnung und Planmäßigkeit entstehen nicht aus Umsetzungen von Materie in Energie. Die Physik habe für die Begriffe der Ordnung und Planmäßigkeit kein Deutungsmuster entwickelt. Für sie sei Ordnung und Planmäßigkeit daher ein Zufallsprodukt. Die Kybernetik dagegen habe aus dem Bereich des Sozialen den Begriff der Nachricht übernommen. Wenn man den Einwand erhebt, dass die Vorstellung der Physiologie und Physik dem Funktionieren von Apparaten entspricht, die auch einen Bauplan besitzen, so führe das sogar zu der Frage, nach welchem Programm eine bestimmte Maschine eben funktioniere. Rein mechanische Apparate besitzen ein vom Konstrukteur festgelegtes Programm. Apparate, die durch variable Programme gesteuert sind, können variable Aufgaben übernehmen. Planmäßigkeit und Ordnung lässt sich nicht nur in der belebten und unbelebten Natur beobachten, sondern auch im Bereich unbewusster Aktivitäten und des bewussten Handelns. Kybernetische Grundbegriffe umfassen also auch den Bereich des Subjektiven. Eine Grenze findet die Begrifflichkeit der Kybernetik jedoch in Fragen der Bedeutungserteilung des Psychischen, da das Psychische nicht nur in rein quantitativen Kategorien wachsender Komplexität erfasst werden kann. Diese Bedeutungserteilung entspricht Fragen der Führungsgrößenaufschaltung. Mit Hilfe der Assoziationstheorie kann die Arbeitsweise der Rechenautomaten mit biologischen Verhaltensweisen verglichen werden. Hier können zwar schrittweise abzuarbeitende Prozesse, aber nicht die Motivation von Lebewesen aufgrund der durch die Kybernetik zur Verfügung gestellten Modelle verständlich gemacht werden.(t)

## Nosolgie
Im Folgenden werden nosologische Konzepte als mögliche Einheiten einer integrativen „Krankheitslehre“ dargestellt. Sie ergeben sich aus der Forderung nach einer multikonditionalen Betrachtungsweise bzw. nach einem mehrdimensionalen Begriffssystem.(u)

### Pathoanatomische (biostrukturelle) Konzepte
- Organpathologie nach Giovanni Battista Morgagni = Modell der speziellen Pathologie, z. B. „Fettleber“
- Zellularpathologie nach Rudolf Virchow = Modell der allgemeinen Pathologie (histologische Pathologie), z. B. „Krebs“ oder „Entzündung“
- Erbkrankheiten nach Gregor Mendel = Modell der allgemeinen Pathologie (chromosomale Pathologie, als Untergruppe der Zellularpathologie [„Zellorganellen“]), z. B. Sichelzellanämie
- Infektiöse (durch Erreger ausgelöste) Pathologie nach Robert Koch = Modell Mikrobiologie der allgemeinen Pathologie, z. B. „Tuberkulose“
- Immunpathologie nach Edward Jenner = Modell der allgemeinen Pathologie (organische biochemische Pathologie), z. B. „Autoimmunerkrankung“
- Pathobiochemische = Modell der allgemeinen Pathologie (anorganische biochemische Erklärungsmodelle), z. B. für „Tetanie“, im Einzelnen als Symptome Alkalose usw.

### Pathophysiologische Konzepte
- Verschiedenste psychosomatische Konzepte, z. B. Funktionelle Syndrome, noch konkreter z. B.: „Magenverstimmung ohne organische Grundlage“
- Neuropsychologische Syndrome, siehe auch Konzept des Psychophysischen Niveaus konkret z. B. „Neglect“

### Pathopsychologische Konzepte
- Psychopathologie (Heidelberger Modell), z. B. Diagnose der „Schizophrenie“ mit Hilfe der Symptome ersten Ranges nach Kurt Schneider
- Neurosenpsychologisches Erklärungsmodell nach Sigmund Freud, z. B. „Zwangsneurose“
  - Untergruppe Konversionsmodell, z. B. „hysterische Lähmung“
- Erklärungsmodell Psychose, z. B. „endogene Depression“
- Anthropologisches Krankheitskonzept z. B. nach Walter Ritter von Baeyer, z. B. „Angst“.
- Bio-psycho-soziales Krankheitsmodell der WHO, z. B. deskriptive Erfassung von Krankheiten weitgehend ohne nosologische Einordnung.
- Persönlichkeitsbasiertes Krankheitsmodell nach Nikolaus Petrilowitsch, z. B. „abnorme Persönlichkeit“
- Multiaxiales System nach ICD-10
- Salutogenese nach Aaron Antonovsky
- Affektlogik nach Luc Ciompi[32]
- Beziehungspathologie nach Wolfgang Wesiack